# 모노가타리
모노가타리(일본어: 物語)는 일본 문학의 한 형태로, 저자가 본 것, 들은 것, 상상을 기초로 하여 인물이나 사건에 관해 서술한 산문 문학 작품이다. 좁은 의미에서는 헤이안 시대에서 무로마치 시대에 만든 산문 문학 작품을 말한다.